# 에지웨어 경의 죽음
《에지웨어 경의 죽음》(Lord Edgware Dies)은 영국의 추리작가 애거사 크리스티가 1933년 발표한 장편 추리소설이다.

## 줄거리
미모의 배우 제인 윌킨슨으로부터 이혼에 동의해 주지 않는 남편 에지웨어 경을 설득해 달라는 부탁을 받은 탐정 푸아로는 에지웨어 경을 찾아간다. 에지웨어 경은 이미 아내에게 이혼의 의사를 밝힌 편지를 보냈다고 주장하지만, 제인은 그런 편지를 받은 적이 없다고 항변한다. 그로부터 얼마 뒤, 에지웨어 경은 자신의 저택에서 숨진 채 발견되고 그가 살해당한 시각 제인이 저택에 왔었다는 집안 사람들의 증언으로 그녀는 유력한 용의자로 떠오른다. 하지만 제인에게는 사건이 일어난 시각 저녁 만찬에 참석하고 있었다는 확실한 알리바이가 있는데...

## 등장인물
- 에르퀼 푸아로 : 사립탐정
- 아서 헤이스팅스 : 푸아로의 친구
- 제인 윌킨슨 : 배우
- 에지웨어 경 : 제인 윌킨슨의 남편
- 칼로타 애덤스
- 루시 애덤스
- 브라이언 마틴
- 로널드 마쉬
- 제럴딘 마쉬
- 제니 드라이버
- 도널드 로스
- 머튼 후작
- 머튼 후작 부인